# Tecton

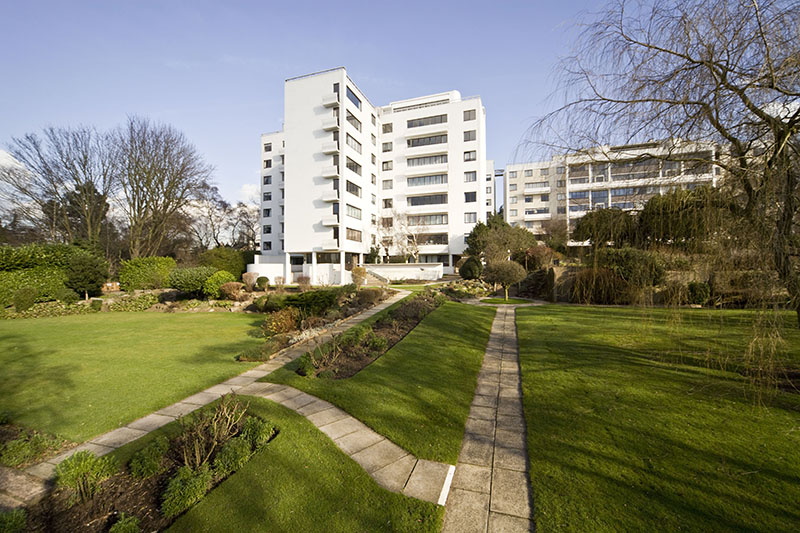
Edificio Highpoint I (1935), Highgate, Londres

Tecton fue un estudio de arquitectura británico fundado en 1932 por Berthold Lubetkin, Anthony Chitty, Lindsay Drake, Valentine Harding, Godfrey Samuel, Michael Dugdale y Frances Skinner. En 1938 se unió Denys Lasdun. Fue responsable de numerosos proyectos de arquitectura en Reino Unido y diversos países del mundo, en un estilo vinculado al racionalismo. La firma se disolvió en 1948.

## Trayectoria

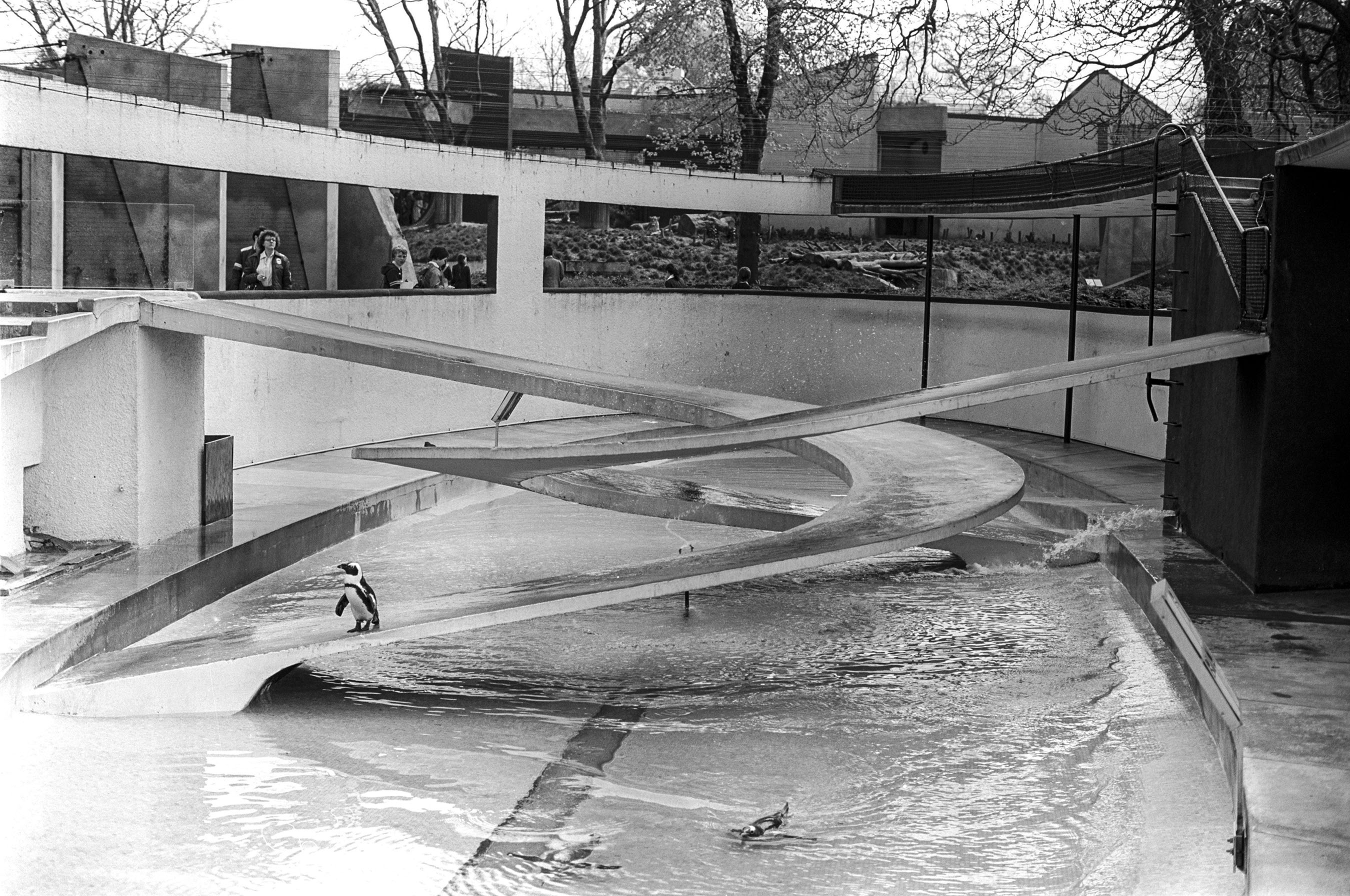
Piscina de pingüinos del Zoo de Londres (1932-1937)

Berthold Romanovich Lubetkin fue un arquitecto ruso, formado en Moscú, San Petersburgo, Berlín y Varsovia. Entre 1926 y 1927 trabajó en París con Auguste Perret. Instalado en Londres en 1931, al año siguiente fue el creador de la compañía Tecton junto a Anthony Chitty, Lindsay Drake, Valentine Harding, Godfrey Samuel, Michael Dugdale y Frances Skinner. En sus dieciséis años de historia hubo diversas variaciones entre los socios: Drake y Dugdale dejaron el estudio en 1934, Samuel en 1935 y Chitty y Harding en 1936; en 1938 se incorporó Denys Lasdun, primero como asistente y, desde 1945, como socio. También contaron con colaboradores ocasionales como André Bouxin, Margaret Church, Mary Cooke, Gordon Cullen, Carl Ludwig Franck, Fred Lassere, Peter Moro, Eileen Sparrow y William Tatton Brown.
Todos los miembros del grupo acordaron compartir encargos y honorarios, así como citar el nombre de la firma junto al del autor de cada proyecto, por ejemplo: Lubetkin and Tecton, Samuel and Tecton, etc.
Una de sus principales realizaciones fue el edificio Highpoint I en Highgate, Londres (1933-1935). Es un alto bloque de ocho pisos en forma de cruz doble, de influencia lecorbusieriana, sostenido sobre pilotis y rodeado de jardines, con un tejado-terraza comunitario; el propio Le Corbusier lo definió como «la primera ciudad-jardín vertical del futuro». Entre 1933 y 1938 construyeron también el Highpoint II.
Otras obras del sello Tecton fueron: el Centro de Salud de Finsbury (Londres, 1939), las casas de Genesta Road (Londres, 1934), de Six Pillars en Crescent Wood Road (Londres, 1935), de Newton Road (Londres, 1938) y de Priory Green (1937-1952) y Spa Green (1938-1950) en Finsbury.
La firma de arquitectos, junto al ingeniero Ove Arup, fue responsable de la jaula de gorilas y la piscina de pingüinos del Zoo de Londres (1932-1937), cuyo diseño innovador, cercano a la escultura constructivista, les reportó un notable éxito. También realizaron el edificio de los elefantes del zoo de Whipsnade (1934-1935) y el nuevo zoo de Dudley en Birmingham (1935-1937).
En 1947 Lubetkin fue nombrado arquitecto municipal de Peterlee y los encargos que tenía el estudio sin terminar se repartieron entre dos sociedades: Drake & Lasdun y Skinner, Bailey & Lubetkin. La disolución oficial de la firma se produjo en 1948.